# Amanda Hale
Amanda Hale (Londres, 2 de outubro de 1982) é uma atriz britânica.

## Carreira
Hale estudou na Academia Real de Arte Dramática, graduando-se em 2005, e já se apresentou no teatro e na televisão.
Na escola de teatro, ela ganhou o Prêmio do Público do Prêmio RADA de 2003. Ela também foi nomeada para dois Evening Standard Awards (o Prêmio Milton Shulman de Melhor Revelação e Melhor Atriz) em novembro de 2007 por seu desempenho aclamado pela crítica como Laura Wingfield na peça The Glass Menagerie de Tennessee Williams no Apollo Theatre em Londres.
Em setembro de 2009, Hale fez sua estréia no Royal National Theatre em Our Class, uma nova peça de Tadeusz Slobodzianek, e em outubro de 2009 ela apareceu ao lado de Robbie Coltrane e Sharon Small na série de televisão Murderland da ITV1. Em abril de 2011 ela apareceu como Agnes Rackham na adaptação da BBC The Crimson Petal and the White. Em junho de 2013, ela interpretou Margaret Beaufort, mãe de Henry VII, na série The White Queen, baseada no bestseller de Philippa Gregory. No mesmo ano, ela estrelou como Elinor Dashwood na adaptação de Sense and Sensibility de Helen Edmundson na Radio BBC 4.

## Filmografia
| Ano     | Título                          | Papel                | Nota(s)                              |
| ------- | ------------------------------- | -------------------- | ------------------------------------ |
| 2005    | The Importance of Being Earnest | Cecily Cardew        | Oxford Playhouse (Agosto-Setembro)   |
| 2006    | Crooked                         | Laney                | Bush Theatre (Maio–Junho)            |
| 2007    | The Glass Menagerie             | Laura Wingfield      | Apollo Theatre (Janeiro–Maio)        |
| 2007    | Persuasion                      | Mary Elliot Musgrove |                                      |
| 2007    | Jekyll                          | Sally                | episodio #1.4                        |
| 2007    | Richard is My Boyfriend         | Anna Taylor          |                                      |
| 2008    | The City                        |                      | Royal Court Theatre                  |
| 2008    | Pornography                     |                      | Traverse Theatre/ Birmingham Rep     |
| 2008–09 | King Lear                       | Cordelia             | Headlong Theatre                     |
| 2009    | Pornography                     |                      | BBC Radio 3                          |
| 2009    | After Dido                      | Helen                | Young Vic                            |
| 2009    | Bright Star                     | Reynolds' Sister     |                                      |
| 2009    | Murderland                      | Carol                | ITV1                                 |
| 2010    | Spooks                          | Meg Kirby            | BBC One                              |
| 2010    | The Crimson Petal and the White | Agnes Rackham        | BBC One                              |
| 2011    | Rev                             | Abi Johnston         | 2 temporada; episódio #2             |
| 2012    | Scrubber                        | Jenny                | curta                                |
| 2012–13 | Ripper Street                   | Emily Reid           | BBC One                              |
| 2013    | The White Queen                 | Margarida Beaufort   | BBC One                              |
| 2013    | Being Human                     | Lady Mary            | BBC Three                            |
| 2013    | Dates                           | Helen                | episódio #1.8                        |
| 2013    | The Invisible Woman             | Fanny Ternan         |                                      |
| 2013    | Sense and Sensibility           | Elinor Dashwood      | BBC Radio 4                          |
| 2014    | Uncle Vanya                     | Sonya                | St. James Theatre (Outubro–Novembro) |
| 2015    | Catastrophe                     | Catherine            | Channel 4                            |
| 2017    | Three Girls                     | Rachel Smith         | BBC One                              |